# Tramway d'Essen
Le tramway d'Essen est un réseau de tramway qui dessert la ville allemande d'Essen. Ouvert en 1893, il compte actuellement 7 lignes.

## Réseau actuel

### Lignes
Le réseau compte 7 lignes :
| Ligne | Trajet |
| 101   | (Bredeney – Rüttenscheid –) Essen Hbf – Bergeborbeck Bf – Borbeck Germaniaplatz                                                                                               |
| 103   | Dellwig Wertstr. – Borbeck – Altendorf – Rathaus Essen – Essen Hbf/Hollestr. (– Huttrop – Steele (S))                                                                         |
| 104   | MH-Flughafen – Stadtmitte – MH-Grenze Borbeck – E-Schönebeck Abzw. Aktienstr.                                                                                                 |
| 105   | Frintrop Unterstr. – Altendorf – Essen Hbf – Bergerhausen – Rellinghausen Finefraustr.                                                                                        |
| 106   | Altenessen Bf – Rathaus Essen – Essen Hbf – Rüttenscheid – Essen West (S) – Helenenstr. (– Bergeborbeck Bf)                                                                   |
| 107   | Gelsenkirchen Hbf – Feldmark – E-Katernberg – Abzweig Katernberg – Zollverein – Stoppenberg – Rathaus Essen – Hollestr./Essen Hbf – Rüttenscheid – Bredeney (Kulturlinie 107) |
| 109   | Frohnhausen Breilsort – Essen West (S) – Helenenstr. – Rathaus Essen – Huttrop – Steele (S)                                                                                   |

### Matériel roulant
En 2011, l'autorité organisatrice commande 27 rames Bombardier Flexity Classic, les premières livraisons ont lieu en septembre 2013.